# 기저 대역

기저 대역의 스펙트럼.

기저 대역은 특정 반송파를 변조하기 위해 사용하는 주파수 대역이다. 베이스밴드(baseband)라고도 한다. 예를 들어, 텔레비전 전송에서 복합 화상 신호에 의해 점유되는 기저 대역은 6MHz로 되어 있다. 또 반송 통신에서 변조된 모든 부반송파를 포함하는 주파수 대역 등도 기저 대역이라고 한다. 데이터 전송에서는 변조 전이나 복조 후의 신호, 즉 데이터 신호 그 자체를 기저 대역 신호라고 한다.

## 같이 보기
- 광대역
- 협대역